# Hôtel de ville de Seine-Port
L'hôtel de ville de Seine-Port est un édifice administratif du XIXe siècle abritant, de nos jours, une partie des services de la mairie de la ville, situé à Seine-Port, en France.

## Situation et accès
L'édifice est situé au no 1 de la rue de la Messe, dans le centre-ville de Seine-Port, et plus largement au sud-ouest du département de Seine-et-Marne.

## Histoire
Mme veuve Trainard cède un terrain à la Ville et c'est sur celui-ci qu'on élève, entre 1885 et 1886, cet hôtel de ville sur les plans de Paul Buval (1844-1891), ancien architecte de la ville de Melun. La construction de cet édifice coûte environ 44 000 francs,,. La cérémonie de pose de la première pierre a lieu le 29 mai 1885 ; on pose alors une plaque avec l'inscription « République Française, président Jules Grévy, l'an 1885 29 mai a été posée la première pierre de la mairie, Paul Legrand maire, etc. ».
De nos jours, l'édifice abrite toujours la salle du Conseil où se déroulent les séances du conseil municipal et les mariages mais les services administratifs de la mairie ont été transférés à La Baronnie.
Par ailleurs, en décembre 2016, l'artiste-peintre Laurence Fossati et le photographe Eric Couderc décoremt la façade sous forme d'un calendrier de l'Avent géant, éclairé toutes les nuits. Selon Fossati, « l'œuvre se nomme Le Chemin de vie et raconte la progression de l'être humain au fil des ans »,.

## Structure
L'édifice adopte un plan simple. La façade principale, entièrement en pierre de taille, comprend un portique soutenu par deux cariatides, l'un représentant Bacchus et l'autre Cérès, deux divinités antiques symbolises respectivement du vin et du blé qui constituent à l'époque deux richesses de Seine-Port,.